# Laetitia Casta
Laetitia Marie Laure Casta (n. 11 mai 1978, Pont-Audemer) este o actriță și fotomodel francez. Ea a apărut în peste 100 de coperte a unor reviste populare ca Cosmopolitan, Vogue, Rolling Stone, Elle și Glamour și a făcut modelling pentru designeri ca Yves Saint Laurent, Jean-Paul Gaultier, Chanel, Ralph Lauren, Tommy Hilfiger, J. Crew, Louis Vuitton, Givenchy, Roberto Cavalli, Lolita Lempicka și Vivienne Westwood.

## Biografie
Laetitia Casta s-a născut în Pont-Audemer, Normandia, Franța. Mama sa, Line Blin, este din Normandia, iar tatăl său, Dominique Casta, este din Corsica. Laetitia are un frate mai mare, Jean-Baptiste, și o soră mai mică, Marie-Ange⁠(fr)[traduceți]. Ea și-a petrecut copilăria în Normandia și Corsica.
Laetitia a fost descoperită la vârsta de 15 ani de un fotograf parizian de la agenția Madison Models. Pe plan internațional devine cunoscută după a apărut pe prima pagină a revistei Elle. De la sfârșitul anilor 1990 Casta a jucat și în câteva filme. În anul 2010 este nominalizată pentru premiul "César".

## Cariera

### Manechin
În august 1993, Casta este remarcată de fotograful Frédéric Cresseaux, de la agenția de manechine Madison, pe plaja din San Ambrogio, în localitatea Lumio din departamentul Haute-Corse. Casta obișnuia să-și petreacă vacanțele la Lumio împreună cu rudele din partea tatălui (bunicul său era pădurar în Calvi). După un prim shoot-test cu fotograful Satoshi Saikusa, Casta este selecționată ca manechin de către Vincent Peter, patronul agenției Madison, și cunoaște succesul pe plan internațional.
 Este disputată de cele mai mari mărci de pe piață și intră imediat în atenția mass mediei și a publicului. Si-a făcut debutul pe un podium de modă pentru creatorul francez Jean-Paul Gaultier, pentru ca ulterior să defileze pentru alte nume mari cum ar fi: Yves Saint Laurent, Chanel, Givenchy, Ralph Lauren, Victoria's Secret, Shimada, etc. pe scene din toată lumea: Paris, Londra, New York, Los Angeles, Roma, Mexic, Bahamas.
 Casta a apărut pe copertele revistelor de modă de pe întreaga planetă și în special în Statele Unite. Casta reprezintă imaginea a numeroase mărci de produse cosmetice: L'Oréal, Pantene, etc. Franțuzoaica este considerată de către americani a fi "femeia cea mai sexy din lume", după Brigitte Bardot. În 1998, Casta e votată "Cea mai sexi femeie" de către revista Rolling Stone.
 În 2001, imaginea Laetitiei Casta a fost imortalizată în piatră și "transformată" în Marianne, simbolul Republicii Franceze, al cărei bust se găsește în toate primăriile din Franța. Laetitia Casta nu se încadrează în tiparele obișnuite ale manechinelor, voluptatea sa fiind redată de dimensiunile 90C-61-90. Din dorința de a rămâne cât mai naturală, Casta a refuzat orice propunere de modificare de look, în pofida presiunilor exercitate din exterior.

### Actriță
În 1999, Casta debutează cu succes pe micile ecrane cu rolul lui Falbala din filmul Astérix et Obélix contre César, în regia lui Claude Zidi, alături de Christian Clavier, Gérard Depardieu, Michel Galabru, Pierre Palmade și Arielle Dombasle. Se lansează și în genul dramatic, în producții cum ar fi: Gitano, regizat de Lucía Junco, La bicyclette bleue, regizat de Thierry Binisti, Les Âmes fortes, în regia lui Raoul Ruiz, sau Rue des plaisirs - Patrice Leconte.
 În 2001 este selecționată model pentru bustul Mariannei, simbolul Republicii Franceze, având contracandidate precum: Estelle Hallyday, Nathalie Simon, Patricia Kaas și Daniela Lumbroso. Dintre cele mai cunoscute Marianne premergătoare Laetitiei Casta, se numără Brigitte Bardot (în 1970), Mireille Mathieu (în 1978), Catherine Deneuve (în 1985), Inès de la Fressange (în 1989). În 2003, apare într-un afiș publicitar al Galeriilor La fayette, realizat de Jean Paul Goude.
 În 2004 debutează în teatrul de comedie, pe scena teatrului Antoine din Paris. Aici va interpreta rolul Ondinei, din piesa cu același nume, scrisă de Jean Giraudoux și regizată de Jacques Weber. În 2009, actrița interpretează rolul lui Brigitte Bardot în filmul Gainsbourg (Vie heroique) primind prima sa nominalizare la Premiile Cesar. Ulterior, Casta a servit drept membru al juriului la cea de-a 69-a ediție a Festivalului de film de la Veneția în 2012.

## Viața personală
La data de 19 octombrie 2001 naște o fetiță, numită Sahteene, tatăl copilului fiind Stéphane Sednaoui. Casta este logodită cu actorul italian Stefano Accorsi. Cuplul are doi copii, un fiu pe nume Orlando, născut pe 21 septembrie 2006, și o fiică pe nume Athena, născută pe 29 august 2009.

## Filmografie
| An   | Film                                                                              | Rol                   | Regizor                            | Note |
| ---- | --------------------------------------------------------------------------------- | --------------------- | ---------------------------------- | --- |
| 2014 | Rio 2                                                                             | Perla (Jewel)         | Carlos Saldanha                    | First sequel |
| 2014 | Una donna per amica                                                               | Claudia               | Giovanni Veronesi                  | |
| 2014 | Des lendemains qui chantent                                                       | Noemie Archambault    | Nicolas Castro                     | |
| 2014 | Sous les jupes des filles                                                         | Agathe                | Audrey Dana                        | |
| 2013 | Une histoire d'amour (Tied)                                                       | Domnișoara            | Helene Fillieres                   | |
| 2012 | Arbitrage                                                                         | Julie Cote            | Nicholas Jarecki                   | First American film |
| 2012 | Do not disturb                                                                    | Anna                  | Yvan Attal                         | |
| 2011 | La nouvelle guerre des boutons (The War of the Buttons)                           | Simone                | Christophe Barratier               | |
| 2011 | Derriere les murs (Behind the Walls)                                              | Suzanne               | Julien Lacombe Pascal Sid          | |
| 2011 | Островът bg (The Island)                                                          | Sophie                | Kamen Kalev                        | First film with English dialogue                                                                                              |
| 2011 | Rio                                                                               | Perla (Jewel)         | Carlos Saldanha                    | |
| 2010 | Gainsbourg (Vie heroique) (Gainsbourg: A Heroic Life)                             | Brigitte Bardot       | Joann Sfar                         | Nominated for the Cesar Award for Best Supporting Actress Performs Gainsbourg's songs on the soundtrack                       |
| 2009 | Visage (Face) ? zh                                                                | Salome                | Tsai Ming-Liang                    | |
| 2009 | Fleurs dans le miroir, lune dans l'eau (Flowers in the mirror, moon in the water) | herself, Salome       | Francois Lunel                     | |
| 2008 | Nes en 68 (Born in 68)                                                            | Catherine             | Olivier Ducastel Jacques Martineau | Cabourg: Golden Swann of the Best Actress                                                                                     |
| 2008 | La jeune fille et les loups (The Maiden and the Wolves)                           | Angele Amblard        | Gilles Legrand                     | |
| 2007 | Le Petit Monde de Charlotte (Charlotte's Web)                                     | Charlotte A. Cavatica | Gary Winick                        | |
| 2006 | Le grand appartement (The Big Apartment)                                          | Francesca Cigalone    | Pascal Thomas                      | |
| 2006 | La Deraison du Louvre (The Irrationality of the Louvre)                           | Domnișoara            | Ange Leccia                        | Short film without dialog shot in the Louvre museum for which Casta was for the first time in cover of Les Cahiers du Cinema. |
| 2006 | Nymphea (Nymphaea)                                                                | The naiad             | Ange Leccia                        | Film scurt |
| 2004 | Luisa Sanfelice                                                                   | Luisa Sanfelice       | Paolo Taviani Vittorio Taviani     | Film TV pentru France2, RAI Uno                                                                                               |
| 2003 | Errance (Wandering)                                                               | Lou                   | Damien Odoul                       | |
| 2002 | Rue des plaisirs (Love Street)                                                    | Marion                | Patrice Leconte                    | Performs on the soundtrack |
| 2001 | Les ames fortes (Savage Souls)                                                    | Therese               | Raoul Ruiz                         | |
| 2000 | La Bicyclette Bleue (The Blue Bicycle)                                            | Lea Delmas            | Thierry Binisti                    | TV film for France2 |
| 2000 | Gitano                                                                            | Lucia Junco           | Manuel Palacios                    | |
| 1999 | Asterix et Obelix contre Cesar (Asterix & Obelix Take On Caesar)                  | Falbala               | Claude Zidi                        | |

## Clipuri video
| An   | Artist          | Cântec                         | Regizor         | Note |
| ---- | --------------- | ------------------------------ | --------------- | ---- |
| 2010 | Rihanna         | Te Amo                         | Anthony Mandler |      |
| 2001 | Alizée          | Gourmandis                     | Herb Ritts      |      |
| 1998 | I Muvrini Sting | Terre d'Oruen Format:Co iconel | Stefano Salvati |      |

## DVD și Blu-ray
| An   | Titlu                                                            | Distribuție | Limbă    | Regiune | Note |
| ---- | ---------------------------------------------------------------- | ----------- | -------- | ------- | --- |
| 2007 | Laetitia Casta Arhivat în 6 septembrie 2014, la Wayback Machine. | StudioCanal | Franceză | 2       | cu Yves Saint Laurent, Pierre Berge, Jean-Paul Gaultier, Dominique Issermann, Sylvie Lancrenon, Jamel Debbouze, Omar Sy & Fred Testot, Frederic Lopez, Jean-Paul Goude, Jacques Weber, Claude Zidi |

## Teatru
| An        | Piesă         | Rol    | Dramaturg      | Regizor        | Teatru                                                                                     | Oraș                    | Review        |
| --------- | ------------- | ------ | -------------- | -------------- | ------------------------------------------------------------------------------------------ | ----------------------- | ------------- |
| 2008      | Elle t'attend | Anna   | Florian Zeller | Florian Zeller | the Madeleine Arhivat în 5 aprilie 2012, la Wayback Machine.                               | Paris 8th               | Madame Figaro |
| 2005 2004 | Ondine        | Ondine | Jean Giraudoux | Jacques Weber  | Tour in regions Antoine Arhivat în 27 noiembrie 2012, la Wayback Machine. - Simone Berriau | Ludwigshafen Paris 10th | L'Humanite    |

## Premii și distincții
| An   | Premiu | By                                                  | Rezultat     |
| ---- | --- | --------------------------------------------------- | ------------ |
| 2012 | Chevalier dans l'Ordre des Arts et des Lettres[nefuncțională] fr (Knight in Order of Arts and of Letters)                                                  | France Minister of Culture and of Communication     |              |
| 2011 | Nominated for the Cesar Award of the Best Supporting Actress Arhivat în 29 iulie 2013, la Wayback Machine. as Brigitte Bardot in Gainsbourg (Vie heroique) | Cesar Awards                                        | Nominalizată |
| 2008 | Golden Swann of the Best Actress Arhivat în 2 februarie 2012, la Wayback Machine. as Catherine in Born in 68                                               | Cabourg Film Festival fr                            | Câștigat     |
| 2001 | Ranked No. 1 Top 50 Most Beautiful Women | Askmen.com                                          |              |
| 1999 | Marianne for the 21st century | 82nd congress of AMF, the French Mayors Association | Câștigat     |